# Glyphina longiseta
Glyphina longiseta är en insektsart som beskrevs av Richards 1968. Glyphina longiseta ingår i släktet Glyphina och familjen långrörsbladlöss. Inga underarter finns listade i Catalogue of Life.